# Dinotopia

Dinotopia es una serie de libros ilustrados de aventura, ciencia ficción y fantasía orientado al público juvenil y adultos jóvenes del género mundo perdido, es un lugar y un mundo utópico, ficticio e imaginario creado por el escritor e ilustrador James Gurney. Está ambientado en "Dinotopia" se trata de una isla misteriosa, perdida y aislada, ubicada en algún lugar de los océanos del planeta tierra y desconocida por el mundo, habitada por humanos naufragados (y sus descendientes) y dinosaurios inteligentes y hablantes, que han aprendido a coexistir y a vivir juntos pacíficamente y armónicamente como una sociedad y una civilización única, simbiótica, igualitaria, cooperativa y de respeto mutuo entre ambas especies. Con su propia organización política, económica, social, himno, bandera, cultura, idioma, religión, etc y ambientada en la era victoriana (en el año 1860 y la época preindustrial) y basada en la filosofía en la libertad, la igualdad, no a la violencia, pacifismo, tolerancia social, democracia, república, animalismo, ecologismo, vegetalismo y antiespecismo de su cultura.
El primer libro fue publicado en 1992 y "apareció en 18 idiomas en más de 30 países y vendió dos millones de copias". Dinotopia: A Land Apart from Time y Dinotopia: The World Beneath ambos ganaron los premios Hugo a la mejor obra de arte original.
Desde la publicación del libro original "Dinotopia: una tierra fuera del tiempo", se escribieron en total 22 libros (incluyendo el original) sobre Dinotopia, siendo tres de la autoría del propio Gurney y el resto escritos por varios autores para expandir la serie. Además, 4 videojuegos, una miniserie, una serie de televisión, y una película han sido lanzados.

## Fondo
Las asignaciones de Gurney para National Geographic le obligaron a trabajar con arqueólogos para imaginar y pintar ciudades antiguas que nadie hoy ha visto nunca. Esto le inspiró a imaginar la suya propia, por lo que pintó "Waterfall City"  y "Dinosaur parade".  Estos se hicieron originalmente como impresiones artísticas para coleccionistas.  Más tarde decidió crear una isla imaginaria basada en estas pinturas. 
En lugar de herramientas digitales, Gurney usó estudios plein-air , bocetos en miniatura, modelos fotografiados con disfraces y maquetas originales de cartón o arcilla para crear 150 pinturas al óleo para su libro Dinotopia 2007. Llamó a la serie "Dinotopia": un acrónimo de "dinosaurio" y "utopía". 
Muchos han afirmado que algunas escenas de la película Star Wars: Episodio I - La Amenaza Fantasma (particularmente las de la ciudad de Theed en Naboo) copian injustamente imágenes de los libros de Gurney.  Gurney reconoce el parecido pero se ha mantenido positivo al respecto.  En 1994, el director George Lucas se había reunido con los productores para discutir algunos de los conceptos y elementos visuales detrás de una película de Dinotopia que nunca se hizo. 

## El nombre
El nombre Dinotopia es una conjunción entre "dinos" y "topos". Traducido del griego, sería "lugar de lagartos"

## Resumen de la serie
Dinotopia comenzó como un libro ilustrado para niños llamado Dinotopia: A Land Apart from Time . Fue un éxito cruzado, que atrajo tanto a niños como a lectores adultos, lo que llevó a James Gurney a escribir e ilustrar tres libros más llamados Dinotopia: The World Beneath, Dinotopia: First Flight y Dinotopia: Journey to Chandara . Todos lidian con las aventuras de Arthur y Will Denison en un grado u otro. Estos son considerados los libros principales de la serie y establecen el mundo ficticio en el que se encuentran los otros. Gurney se mantiene al día con los recientes descubrimientos paleontológicos y ha escrito dinosaurios recién descubiertos en sus libros, por ejemplo, incluido Giganotosaurus enThe World Beneath y Microraptor en Journey to Chandara
También se publicó una versión para niños del primer libro.
La serie Dinotopia Digest consta de dieciséis novelas para adultos jóvenes escritas por varios autores diferentes. Estos libros presentan otros personajes que no están específicamente involucrados con los eventos de los libros principales, aunque los personajes de los libros principales (particularmente los Denisons) han aparecido en papeles menores o cameos.
También se emitieron dos novelas de fantasía para adultos con la autoridad de Gurney, escritas por Alan Dean Foster : Dinotopia Lost y The Hand of Dinotopia .
También se produjeron varios videojuegos, así como una miniserie de televisión, una serie de televisión de corta duración y una película animada para niños. Estos también se establecen en el universo Dinotopia , pero no se relacionan directamente con la serie principal. La mayoría de ellos tienen lugar en el mundo moderno, a diferencia de los libros, que se desarrollan principalmente a mediados del siglo XIX

## Personajes principales
- Arthur Denison - Un científico estadounidense y el principal protagonista de los libros. Después de la muerte de su esposa Rachel en 1860, él y su hijo Will abandonaron su hogar en Boston en un viaje de descubrimiento. Luego, en 1862, ambos fueron arrastrados a la isla de Dinotopia después de naufragar. Durante su tiempo en la isla, Arthur escribió un diario detallando sus descubrimientos. En algún momento, sus dos diarios terminarían en América, donde James Gurney los descubriría. Arthur actualmente vive en Waterfall City, donde tiene un estudio con vista a las cataratas.
- Will Denison - El hijo de Arthur Denison y el segundo protagonista principal de los libros. Acompañó a su padre en un viaje de descubrimiento de dos años después de la muerte de su madre en 1860, luego, en 1862, él y Arthur naufragaron en Dinotopia. Durante su tiempo en la isla, conoció y se enamoró de la chica local de Dinotopia, Sylvia Romano y finalmente se entrenó para ser una Skybax Rider y se asoció con una Skybax llamada Cirrus. En la novela de Dinotopia, La mano de Dinotopia, se revela que él y Sylvia están comprometidos para casarse.
- Bix : un protoceratops multilingüe que es embajador y el buen amigo y compañero de viaje de Arthur Denison, que lo ha acompañado a World Beneath y Chandara. Conoció a los Denison por primera vez cuando fueron arrastrados por Dinotopia, Arthur la lastimó accidentalmente cuando pensó que tenía la intención de dañar a Will. Más tarde los volvió a encontrar en Volcaneum cuando se convirtió en su guía, desde que se convirtió en su buena amiga en sus viajes. Ella habla todos los idiomas en Dinotopia y es una de las pocas que habla el idioma de los carnosaurios de la cuenca lluviosa.
- Sylvia Romano - Una hermosa niña dinotopia que vive en el criadero con sus padres Giorgio y Maria. Ella fue la primera humana que Arthur y Will conocieron después de que fueron arrastrados por Dinotopia, ella y Will rápidamente se hicieron buenos amigos, aunque finalmente se separaron cuando se fueron a Waterfall City. Ella y Will se reunieron más tarde en Treetown, donde ella también se estaba entrenando para ser una Skybax Rider, durante este tiempo ella y Will se enamoraron. Finalmente se convirtió en una Skybax Rider con Will y se asoció con una Skybax llamada Nimbus.
- Lee Crabb - El principal antagonista de los libros. Fue arrastrado a Dinotopia en 1853, sin embargo, Crabb despreciaba la isla y desde entonces había estado tramando un medio de escape. Es conocido por fumar cigarros y usar conchas marinas en su sombrero, odiaba a los dinosaurios porque cree que han esclavizado a los humanos de Dinotopia y los llamó Scalies. En el segundo libro, The World Beneath , su primer plan villano fue escapar de Dinotopia en un pavimento de piedra solar y regresar con un ejército para saquear la isla. Sin embargo, fue frustrado por Arthur. En el cuarto libro Viaje a Chandara, robó una invitación que le fue dada a Arthur por el emperador Chandaran Hugo Khan y se hizo pasar por Arthur. Cuando Arthur llegó a Chandara, expuso a Crabb y fue castigado.
- Oriana Nascava : una músico que vive en Waterfall City y que acompañó a Arthur durante su viaje de regreso al Mundo Bajo. Tenía la mitad de una llave que Arthur estaba buscando y pidió unirse a él, se reveló que su segundo nombre significa nacer en una cueva y fue a averiguar por qué. Al final del libro, se supone que ella y Arthur se han vinculado románticamente.
- Nallab - El bibliotecario asistente de la biblioteca de Waterfall City. Él 127 años de edad.
- Brokenhorn : un anciano de Triceratops muy respetado que es hijo del famoso Greyback the Wise. Vivió durante muchos años como ermitaño en la Cuenca Lluviosa entre los tiranosaurios y los carnosaurios hasta que un nuevo líder entre ellos lo expulsó y desde entonces regresó a la sociedad dinotópica. En el segundo libro se revela que tiene un nieto recién nacido llamado Stubbs.
- Oolu : Oolu es el instructor principal de Skybax en Sky City, donde entrena a Skybax Riders. También es el embajador aéreo humano en la Conferencia anual de Socios de Hábitat en la Cuenca Lluviosa. Su Skybax es Lightwing.
- Gideon Altaire - El protagonista principal del tercer libro de Dinotopian, The First Flight. Vivió en la isla de Poseídos durante la Era de los Héroes. Solía asistir a la escuela de vuelo hasta que se fue después de una discusión con el superintendente Roff Stricker. Aquí conoció a un Pterasaur herido llamado Razzamult que le informó de la invasión del continente, mientras que en la isla se hizo amigo de un Pterasaur llamado Avatar. Después de derrotar al Air Scorpion, se convirtió en el primer Skybax Rider

## Libros principales
La trama de los principales libros de Dinotopia se refiere a Arthur Denison y su hijo, Will, y las diversas personas que conocen en sus viajes en Dinotopia. A la manera de autores como Edgar Rice Burroughs , el primer y cuarto libros están escritos como si fueran diarios de Arthur , con Gurney yendo tan lejos como para explicar en las presentaciones cómo se encontró con los viejos volúmenes anegados.

### Una tierra aparte del tiempo
En Dinotopia: A Land Apart from Time (1992),  los Denisons naufragan cerca de Dinotopia y, después de llegar a tierra, son encontrados por la gente del criadero. The Hatchery es un lugar donde nacen los dinosaurios, atendidos tanto por dinosaurios como por humanos. Los Denisons se dispusieron a explorar la isla, con la esperanza de encontrar un medio para volver a sus viejas vidas.
Arthur y Will se someten a un amplio viaje, rodeando la isla, mientras se esfuerzan por aprender las costumbres y la cultura de sus nuevos vecinos. Arthur, en particular, desarrolla un interés en los logros científicos de los nativos, que superan con creces el de cualquier cultura humana. Entre los temas que estudia están la flora de la isla, la asociación de sus habitantes y la existencia de un lugar conocido como World Beneath. Este mundo debajo es una explicación para los dinotopianos que sobreviven a la extinción sauriana ; Según la historia, la mayoría de los dinosaurios de la Tierra fueron destruidos, mientras que algunos se escondieron en vastas cavernas. Estos pocos se convirtieron en los Dinotopianos originales. Nadie ha entrado en el mundo bajo debajo durante siglos, pero Arthur tiene la intención de hacerlo.
Su hijo Will, por otro lado, ha elegido entrenar como un mensajero del cielo; un jinete de Skybax, que vive en simbiosis con su montura, el gran Quetzalcoatlus (apodado Skybax ), una especie de pterosaurio . Entrenando junto a Will hay una chica llamada Sylvia, de quien Will se enamora. Los nativos se refieren a este y a cualquier otro vínculo profundo como Cumspiritik , que literalmente significa "respirar juntos". (Se dice que Romana Denison de la serie de películas Dinotopia posterior es la hija de Will).
Arthur, por su parte, viaja al mundo debajo, al mismo tiempo que Will y Sylvia están aprendiendo a volar con el Skybax. Cuando regresa, está fascinado por las antiguas reliquias encontradas allí y está convencido de que pueden ser clave para permitirle salir o explorar la isla.
Mientras tanto, Will y Sylvia aprenden y dominan el vuelo de Skybax. Cuando por fin han sido aceptados como Jinetes, viajan para encontrarse con Arthur y su guía de Protoceratops Bix, pero una tormenta los distrae en el camino. Afortunadamente, sobreviven y llegan a tiempo para encontrarse con sus parientes. Will es demasiado joven para casarse con Sylvia, pero se promete que lo harán. Arthur reconoce que su hijo ha crecido, y cada uno acepta los cambios que son el resultado de sus nuevas vidas en la isla.
Géneros destacados
- Protoceratops : el personaje Bix es un Protoceratops .
- Stegosaurus : aparece en todo el libro como personajes de fondo.
- Triceratops : aparecen en todo el libro como personajes de fondo. El personaje Brokehorn es un Triceratops .
- Ankylosaurus : aparece en todo el libro como personajes de fondo.
- Styracosaurus : aparece en todo el libro como personajes de fondo.
- Apatosaurus : aparece en todo el libro como personajes de fondo.
- Pachycephalosaurus : aparece en todo el libro como personajes de fondo. El personaje Gastrolith es un Pachycephalosaurus .
- Iguanodontidos no identificados: uno de los géneros de dinosaurios en el criadero de Romanos.
- Centrosaurus : aparecen en todo el libro como personajes de fondo.
- Oviraptor (llamado "Ovinutrix" - enfermera del huevo) - Las enfermeras del criadero.
- Maiasaura : uno de los géneros de dinosaurios en la planta de incubación.
- Brachiosaurus (llamado "Brach" - bus) - aparece en toda la serie como personajes de fondo.
- Lystrosaurus : uno de los muchos animales que viven en la ciudad de Pooktook.
- Archaeopteryx : uno de los muchos animales que viven en la ciudad de Pooktook.
- Compsognathus : uno de los muchos animales que viven en la ciudad de Pooktook.
- Edaphosaurus : uno de los muchos animales que viven en la ciudad de Pooktook.
- Muttaburrasaurus : uno de los muchos animales que viven en la ciudad de Pooktook.
- Dimorphodon : uno de los muchos animales que viven en la ciudad de Pooktook. La versión dinotópica de las palomas mensajeras.
- Tuojiangosaurus : uno de los muchos animales que viven en la ciudad de Pooktook.
- Rutiodon : se muestra ayudando con el fuelle en la sala de fundición y forja en Volcaneum.
- Pareiasaurído no identificado: uno de los animales en la sala de fundición y forja en Volcaneum.
- Pterodactylus - Uno de los animales en la sala de fundición y forja en Volcaneum.
- Quetzalcoatlus skybax: aparece a lo largo de la serie como las monturas de los jinetes Skybax.
- Ceratosaurus : se muestra saludando a un jinete de Skybax en Volcaneum.
- Lambeosaurus - El compañero de Hábitat Paddlefoot es un Lambeosaurus .
- Parasaurolophus (a veces llamado "Overlander") - La versión dinotópica de los caballos.
- Corythosaurus - Un género de hadrosaurios que viven en el pantano de Hadro.
- Hylaeosaurus : uno de los dinosaurios blindados que advierten a Arthur, Bix y Will sobre los rápidos cerca de la ciudad de Waterfall.
- Polacanthus : uno de los dinosaurios blindados que advierten a Arthur, Bix y Will sobre los rápidos cerca de la ciudad de Waterfall.
- Euoplocephalus : uno de los dinosaurios blindados que advierten a Arthur, Bix y Will sobre los rápidos cerca de la ciudad de Waterfall.
- Stenonychosaurus - Malik, el cronometrador de Dinotopia, es un Stenonychosaurus .
- Deinonychus : Enit, el bibliotecario principal de la ciudad de Waterfall es un Deinonychus .
- Chasmosaurus : aparece en toda la serie como personajes de fondo. El socio de Hábitat, Fiddlehead, es un Chasmosaurus .
- Ornithomimus : destacado en toda la serie.
- Saltasaurus : en la primera página, se puede ver un Saltasaurus que ayuda a los agricultores.
- Kentriodon - Los rescatadores de viajeros náufragos en la costa de Dinotopia.
- Tyrannosaurus - Un género de depredadores que viven en la cuenca lluviosa.
- Mammuthus primigenius-Mamut lanudo: un mamífero que vive en las montañas prohibidas. El socio de Hábitat Bigtusk es un mamut lanudo.
- Struthiomimus : aparece en toda la serie como personajes de fondo. El socio de Hábitat Highjump es un Struthiomimus .
- Dryosaurus - El personaje Kalyptera es un Dryosaurus .
- Camarasaurus : en el libro se describe que necesita trabajo dental con frecuencia.
- Deinocheirus : la versión dinotópica de los caballos de carreras.
- Edmontosaurus : uno de los muchos dinosaurios que viven en Sauropolis.
- Pteranodon : los guardianes del portal hacia el mundo debajo.
- Moropus : un mamífero que vive en las montañas prohibidas.
- Megacerops (llamado Brontotherium ): un mamífero que vive en las montañas prohibidas.

### El mundo debajo
La primera secuela, Dinotopia: The World Beneath (1995) se centra principalmente en la expedición de regreso de Arthur Denison al World Beneath y comienza con Will fly probando un invento de su padre, el Dragoncopter, un motor de vapor ornitóptero modelado en la libélula . El Dragoncopter falla y Will es salvado por Cirrus, su montura Skybax, antes de que el Dragoncopter se hunda en una cascada.
Después de regresar de su primera expedición en A Land Apart From Time , Arthur presenta dos objetos que descubrió, una piedra solar y la mitad de una llave, al consejo de Waterfall City en un intento de llevar una segunda expedición al Mundo de abajo.
Un músico llamado Oriana Nascava se presenta con la mitad faltante de la llave de Arthur, alegando que es una reliquia familiar. Ella solo está dispuesta a renunciar si se le permite acompañar a Arthur en su expedición, un término que él acepta a regañadientes. Junto con Bix como guía y el escandaloso Lee Crabb, el grupo viaja al sombrío Canal Pliosaur, donde abordan un sumergible para tomar una ruta submarina hacia el Mundo debajo.
Mientras tanto, Will y Sylvia han sido asignados para acompañar a una caravana de saurópodos a través de la Cuenca Lluviosa y vigilar al Tyrannosaurus depredador . Sin embargo, Cirrus lleva a Will a ruinas antiguas en la jungla de las cuales los Tyrannosaurus son extrañamente protectores.
Arthur, Oriana, Bix y Lee continúan explorando las cavernas debajo de Dinotopia donde se encuentran germinando instantáneamente esporas de helechos , piedras solares sin cortar que parecen almacenar memoria ancestral y miembros mecánicos que se contraen cuando se acerca la piedra solar. Finalmente, llegan a una enorme cámara hecha por el hombre llena de vehículos para caminar abandonados , modelados a partir de animales prehistóricos, abandonados por la antigua civilización de Poseídos, a la que apodan "Strutters". Arthur, Oriana y Bix comandan un strutter ceratopsiano mientras que Crabb toma un strutter modelado a partir de un escorpión marino.y ambos salen del Mundo debajo, terminando en la Cuenca lluviosa. Se unen al convoy de saurópodos, pero son atacados por una manada de Tyrannosaurus y Allosaurus , durante los cuales Crabb escapa en su pavoneo y la cabeza del estruendo ceratopsiano es arrancada.
Después de escapar de los carnívoros, Arthur se da cuenta de que el Tyrannosaurus en las ruinas pudo haber estado guardando la mítica piedra del sol de rubí, y toma su pavimento de regreso a la Cuenca Lluviosa con Oriana y Bix para descubrirlo. En el camino, se encuentran con un Giganotosaurus juvenil atrapado y lo liberan. El agradecido padre, llamado Stinktooth, protege a Arthur y sus compañeros de los tiranosaurios y les permite pasar a las ruinas.
Dentro del templo, Bix revela que en el pasado, las personas escaparon de la isla y trajeron consigo la cultura de las civilizaciones dinotópicas, influyendo en las antiguas civilizaciones egipcias y griegas .
Sin embargo, son demasiado tarde, ya que Crabb llegó primero y tomó la piedra solar de rubí. Prometiendo escapar de Dinotopia y traer de vuelta a un ejército de strutters para saquear la isla, destruye el strutter de Arthur con su escorpión marino y escapa. Montando en la parte superior de Stinktooth, Arthur persigue a Lee hacia el mar y saca la piedra solar de la toma de corriente en el pavimento antes de que Lee pueda escapar. Durante esta persecución, el diario de Arthur se pierde en el océano, donde los marineros filipinos lo descubrirán y finalmente se dirigirá a la biblioteca donde James Gurney lo descubre.
Al final, se pierde la piedra solar de rubí, se sugiere un nuevo romance entre Arthur y Oriana, y Crabb es puesto bajo vigilancia por un par de Stygimoloch .
Nuevos géneros
- Amargasaurus
- Giganotosaurus
- Stygimoloch
- Mosasaurus
- Allosaurus
- Mymoorapelta
- Pteranodon sternbergi
- Kronosaurus
- Terataspis
- Bactritas
- Ctenocrinus
- Leptocoelia
- Calimeno
- Dunkleosteus
- Alucigenia
- Pterigoro
- Cirroceras
- Opabinia
- Carnotaurus
- Cryolophosaurus
- Mesosaurio
- Archelon
- Geosaurus
- Placodont
- Turritella
- Tapejara
- Quetzalcoatlus northropi

### Primer vuelo
Dinotopia: First Flight (1999) fue una precuela publicada por Gurney e incluyó un juego de mesa .
El protagonista principal de la historia es Gideon Altaire, un estudiante de una escuela de vuelo que vive en la ciudad capital de Poseídos, en la parte continental de Dinotopia, en la que toda la vida orgánica (salvo los humanos) ha sido reemplazada por contrapartes mecánicas. Después de descubrir un Scaphognathus herido llamado Razzamult, Gideon descubre que la ciudad planea lanzar un ataque contra el continente y conquistar toda Dinotopia y que han robado la piedra de rubí del hogar de pterosaurios de Highnest.
Gideon se cuela en una fábrica y descubre un enorme ataque de escorpión aéreo en construcción. Localiza y roba la piedra solar rubí y libera a un grupo de pterosaurios cautivos antes de escapar al continente en un skimmer de la policía. Llega solo para encontrar la isla ya bajo ataque. Descubre y solicita la ayuda de una banda de criaturas indígenas: Binny, un Necrolemur , Bandy, un Plesictis , Bongo, un Plesiadapis y Budge, un Estemmenosuchus . Durante su viaje hacia Highnest, son emboscados por un ataque de araña que avanza para robar la piedra solar de rubí.
Gideon y su banda llegan a Highnest, donde ayudan a los pterosaurios a evacuar los huevos, luego suben al aire sobre sus pterosaurios para atacar al escorpión aéreo. Durante la batalla, Gideon logra sacar la piedra solar rubí de la toma de corriente de la máquina voladora, lo que hace que se bloquee y detiene la invasión de Dinotopia.
Gideon se presenta como el primer piloto de Skybax, aunque la especie que montó no era un Quetzalcoatlus northropi .
Nuevas especies
- Scaphognathus - Razzamult es un Scaphognathus .
- Necrolemur - Binny es un Necrolemur .
- Plesictis - Bandy es un Plesictis .
- Plesiadapis - Bongo es un Plesiadapis .
- Estemmenosuchus - Budge es un Estemmenosuchus .
- Deinosuchus : una pareja apareció cuando Gideon y sus nuevos amigos cruzaron un río.

### Viaje a Chandara
En octubre de 2007 se publicó un cuarto libro de Dinotopia de James Gurney, Dinotopia: Journey to Chandara  En él, Hugo Khan, el misterioso y solitario emperador de Chandara, un imperio aislado desde hace mucho tiempo del resto de Dinotopia, ha oído de las hazañas de Arthur Denison y Bix y les envía una invitación personal a su corte. En el camino, el dúo se encuentra con varios lugareños nuevos, incluida una ciudad llamada Bilgewater hecha completamente de barcos rescatados que los habitantes creen que los llevará a otro mundo, un viejo músico llamado Cornelius Mazurka y su compañero Therizinosaurus Henriette en las ruinas de un viejo ciudad y Jorotongo, un pueblo constantemente festivo y completamente nómada compuesto por peregrinos del Girasol, hermana barco al Mayflower .
Finalmente, se encuentran con Lee Crabb en el camino a Sauropolis, quien escapa de sus guardias Stygimoloch y roba la invitación. Sin los pases adecuados para los guardias fronterizos, Arthur y Bix se ven obligados a escabullirse a través del pantano de Blackwood Flats mientras evaden paquetes de alosaurio carnívoro . Después de pasar por la ciudad montañosa de Thermala, el dúo se encuentra con el vecino Dooh, un bandido que roba todas las posesiones de los viajeros que pasan y los compensa con las pertenencias de la víctima anterior. Aunque Arthur pierde todo su equipo científico, se le da una túnica del desierto que le permite a él y a Bix mezclarse en una caravana de Chandaran y pasar la frontera sin el hostigamiento de los guardias.
Se detienen en las ruinas de Ebulon, donde Arthur encuentra a Will y Sylvia preparándose para un torneo de justas aéreas. Poco después de eso, se dirigen a la ciudad capital de Chandara. Para el momento en que llegan, se encuentran con pocas posesiones para intercambiar, salvo por las ideas, por lo que Arthur se instala en el Mercado de Ideas. Durante la noche, los escritos en el puesto de Arthur llaman la atención del emperador y él y Bix son invitados a la corte.
Una vez en la corte, descubren que Lee Crabb también ha entrado a la corte bajo la apariencia de Arthur Denison y está intentando reunir un arsenal de armas, argumentando que se está preparando para una invasión de Tyrannosaurus . Hugo Khan finalmente se revela como un pequeño Microraptor , y el verdadero Denison expone rápidamente a Crabb. Khan castiga a Crabb asignándole a él como chef de una banda de monjes Shaolin Acrocanthosaurus , que se comieron a su último chef después de que no pudo satisfacerlos.
Para conmemorar la presencia de Arthur y Bix en la cancha, Hugo Khan vuela durante la noche para encontrar a un niño triste. Al día siguiente, Arthur, Bix y un puñado de artistas seleccionados del Emperador llegan a la casa de Rita Rose y Jeffer, una cría huérfana de Europasaurus que ha perdido la capacidad de caminar. Al final del día, Hugo Khan expresa su deseo de que Chandara se vuelva a abrir culturalmente al resto de Dinotopia. Arthur y Bix aceptan las ofertas del Emperador de quedarse en Chandara por un tiempo para descubrir completamente la ciudad y su cultura.
Nuevas especies
- Achelousaurus : visto llevando jugo de granada para saurópodos.
- Stegoceras (solo mencionado) - Uno era posadero en Sauropolis.
- Lagarto monitor no identificado (solo mencionado): un grupo de ellos toma el sol en las rocas cerca de las ruinas de la ciudad.
- Therizinosaurus - El personaje Henriette es un Therizinosaurus .
- Dinilysia - Una especie de animal que vive en los pisos de Blackwood.
- Libélula no identificada: una especie de animal que vive en los pisos de Blackwood.
- Tortuga no identificada: una especie de animal que vive en los pisos de Blackwood.
- Cocodrilo no identificado: una especie de animal que vive en los pisos de Blackwood.
- Archaeotherium (solo mencionado) - Un animal que vive en los pisos de Blackwood.
- Ornitholestes (solo mencionado) - Un animal que vive en los pisos de Blackwood
- Camptosaurus (solo mencionado) - Un animal que vive en los pisos de Blackwood.
- Zarigüeya no identificada: una especie de animal que vive en los pisos de Blackwood.
- Musaraña no identificada: una especie de animal que vive en los pisos de Blackwood.
- Paraceratherium : un mamífero que vive en las montañas prohibidas. La gente de las montañas usa Paraceratherium para transportar suministros en caravanas. Los personajes Kamba y Muhimmi son Paraceratherium .
- Pelorovis (solo mencionado) - Un mamífero que vive en las Montañas Prohibidas.
- Megaloceros : un mamífero que vive en las montañas prohibidas.
- Macrauchenia : un mamífero que vive en las montañas prohibidas. El personaje Beeber es un Macrauchenia .
- Mamut imperial: un mamífero que vive en las montañas prohibidas.
- Anancus : un mamífero que vive en las montañas prohibidas.
- Megaladapis : un mamífero que vive en las montañas prohibidas.
- Megatherium : un mamífero que vive en las montañas prohibidas. El Boon Sloth (la versión Dinotopian de Santa Claus) es un Megatherium .
- Pterosaurios no identificados (solo mencionados): una bandada de pequeños pterosaurios advierte involuntariamente a Arthur y Bix sobre el miembro de la tribu Kleptodon, el vecino Dooh.
- Gastornis (solo mencionado, llamado Diatryma ) - Montajes para los guardias fronterizos de Chandara.
- Condrosteus : la dieta principal de un Skybax en Ebulon.
- Kentrosaurus - El panadero Khasra apila anillos de pan en un Kentrosaurus .
- Leptoceratops : el primo lejano de Bix, Ishter, es un Leptoceratops .
- Bagaceratops : la prima lejana de Bix, Sita, es una Bagaceratops .
- Montanoceratops : el primo lejano de Bix, Shalashu, es un Montanoceratops .
- Psittacosaurus : el primo lejano de Bix, Erbettu, es un Psittacosaurus .
- Dilong (solo mencionado) - Los guardias de Khasra.
- Cinodonte no identificado (solo mencionado): un cinodonte tipo bulldog escolta a Arthur y Bix al complejo dirigido por los primos lejanos de Bix.
- Utahraptor (solo mencionado) - Los barberos de Khasra.
- Edmontonia - Pavimentum, el jardinero de Fibonacci, es un Edmontonia .
- Anchiceratops : el personaje Boustrophedon es un Anchiceratops .
- Beipiaosaurus : se ve a un Beipiaosaurus viviendo con la familia Shinshik en Teleost.
- Caudipteryx - Un Caudipteryx es visto viviendo con los Shinshik
- Acrocanthosaurus : un grupo de monjes guerreros Shaoling para los que Lee Crabb es asignado como chef.
- Turiasaurus : se ve a un Turiasaurus vadeando en los canales de Chandara.
- Sinornithoides (solo mencionado): un grupo de Sinornithoides salta frente a Arthur para ver más de cerca su bigote.
- Mesopithecus (solo mencionado) - Un maestro de arte de Chandaran.
- Shuvuuia (solo mencionado) - Djhuty, un arquitecto saurio (que de alguna manera logró escapar de Dinotopia y se convirtió en el primer arquitecto egipcio), es un Shuvuuia .
- Iguanodon - Un piloto de ferry Chandaran.
- Baryonyx : se ve a un Baryonyx limpiando sus dientes con un asistente dental.
- Einiosaurus - Un par de Einiosaurus albino se ve bañándose en un tanque de natación.
- Chirostenotes - Los cortesanos del emperador.
- Oviraptor : los personajes Haber, Dasher, Virdis y Vestus son Oviraptor .
- Mariposa no identificada: el personaje Zephys es una mariposa sensible.
- Mononykus - Gedyu, el compañero de Kiri Uru Amante del arte de los tés, es un Mononykus .
- Therizinosaurid no identificado - El personaje Kotoman.
- Smilodon : se vieron dos Smilodon en la sala del trono de Hugo Khan.
- Microraptor - Hugo Khan, el emperador de Chandara es un Microraptor .
- Europasaurus - El cojo Geffer es un Europasaurus .
- Protarchaeopteryx : visto bailar con música interpretada por un hadrosaurio.

## Otros libros de la serie
Desde 1995, James Gurney trabajó con otros autores en una serie de novelas cortas para niños que utilizan los personajes y temas de Dinotopia, publicados por Random House :
1. Windchaser por Scott Ciencin - Durante un motín en un barco de la prisión llamado The Redemption que navega a Australia en 1863 , dos niños humanos de Inglaterra llamados Raymond Wilks y Hugh O'Donovan son arrojados por la borda. Ahora están varados en Dinotopia, y son recibidos por Bix. Raymond, de 12 años, es hijo del cirujano del barco Stephen Wilks. Inmediatamente toma este extraño mundo nuevo y se hace amigo de un hombre herido y solitario Skybax Quetzalcoatlus llamado Windchaser, cuyo compañero humano Daniel recientemente murió en un incendio. Pero Hugh, un Londres.carterista en su adolescencia, cree que nunca encajará en este paraíso. Mientras Raymond ayuda a Windchaser a mejorar su vuelo inestable, Hugh forma un plan siniestro. Pronto, los tres se dirigen a una peligrosa aventura que pondrá a prueba tanto su coraje como su amistad. Este libro se desarrolla durante los eventos de A Land Apart from Time .
2. River Quest de John Vornholt : establecido aproximadamente antes de los acontecimientos de A Land Apart of Time , el río Polongo, la fuente de energía de Waterfall City, se ha secado misteriosamente. Junto con un par demensajeros Dimorphodon , Magnolia, la humana de 13 años (que creció en Sauropolis) y su Lambeosaurus Habitat Partner of Freshwater, Paddlefoot, deben restaurar el gran río, ¡o Waterfall City está condenada! Esta es la primera tarea importante de Magnolia y Paddlefoot como Socios de Hábitat de Agua Dulce desde sus mentores, los ahora ex Socios de Hábitat de Agua Dulce Edwick, el hombre humano y Calico, la mujer Saltasaurus., recientemente retirado. En el camino se encuentran con el niño humano de 15 años llamado Birch, el hijo de un granjero, y su subadulto amigo Triceratops , Rogo, que insiste en unirse a su búsqueda. También se unen con un hombre humano recientemente naufragado llamado Aaron Ruzzo. Juntos, el equipo poco probable debe luchar contra los elementos mientras intentan salvar la ciudad más bella y los habitantes de Dinotopia occidental.
3. Prole por Midori Snyder - Humillada después de quedarse dormida durante su vigilancia en el criadero de Romano, Janet Elizabeth Morgan, la humana de 12 años, huye con su amiga Zephyr el Dryosaurus . Pero cuando está lista para regresar a la planta de incubación y enfrentar sus miedos, ella y Zephyr encuentran a un Saurolophus herido(un dinosaurio muy raro en Dinotopia) llamado Kranog, un exmaestro que una vez trabajó en las ruinas de Baz, que está a punto de poner un huevo. Ahora Janet, con la ayuda de Zephyr, debe ayudar a Kranog a salvar el huevo y demostrar que es digna de ser una aprendiz de criadero. ¿Tienen el coraje y el conocimiento para enfrentar esta increíble tarea? Este libro se desarrolla entre los eventos de The World Beneath y Journey to Chandara .
4. Ciudad Perdida de Scott Ciencin - Andrew Lawton, el humano de 12 años, hijo de un posadero de Dinotopian, hace un extraño descubrimiento una noche cuando un misterioso dinosaurio encapuchado llamado Arri lo lleva a él y a dos amigos, compañeros humanos Ned de Louisiana y Lian de China (el primero es el hermano adoptivo de Andrew) - a una ciudad remota y aislada en el noreste de Dinotopia llamada Halcyon. Cuando comienzan a explorar el área prohibida, el trío se ve inmerso en una aventura peligrosa, una en la que pueden sobrevivir solo si pueden dejar de lado sus rivalidades crónicas y llegar a comprender esta raza perdida de Troodon , los Inigualables, que han existido allí en reclusión. por siglos.
5. Montaña Sabertooth por John Vornholt - Durante años, Armakian Smilodon ha vivido en un área de las Montañas Prohibidas llamada Montaña Sabertooth, aparte de los humanos y los dinosaurios, siguiendo su Juramento de Paz. Ahora, una avalancha de nieve y rocas ha bloqueado su camino hacia su fuente de alimento, Claw Pass (donde las presas moribundas, mamíferos y pájaros vienen a alimentar al Smilodon ), y los dientes de sable están divididos sobre qué hacer. La única esperanza para una solución pacífica radica en Redstripe, unlíder de Smilodon de Armakian, y Cai Rochelle, un niño humano de 13 años que es el hermano menor de Moraine Rochelle, de 30 años, el socio humano de Hábitat de Alpine que trabaja con Bigtusk el mamut lanudo Dinotopian. Este par poco probable se embarca en un traicionero viaje fuera de las montañas. Pero están solo unos pasos por delante de un Armakian Smilodon que odia a los humanos , llamado Neckbiter, y sus seguidores hambrientos, en una carrera que podría cambiar el centro de Dinotopia para siempre ...
6. Thunder Falls de Scott Ciencin: situado entre los eventos de El mundo debajo y el viaje a Chandara , Steelgaze, un sabio y viejo Kentrosaurus de Waterfall City, se ha frustrado con sus dos jóvenes cargos, Joseph el humano de 14 años y Fleetfeet el adolescente. Stegoceras. ¡Convierten todo en un concurso! Entonces Steelgaze los envía juntos en busca de un premio oculto en Time Towers, ese premio es un mapa que supuestamente guarda el secreto para salir de la barrera de arrecifes de Dinotopia: no debe caer en las manos equivocadas. Pero alguien ha robado el premio (Lee Crabb es el principal sospechoso), y los dos deben rastrear al ladrón a través del terreno accidentado del sur de Dinotopia. Desafortunadamente, su competencia constante hace que el progreso sea casi imposible. No es hasta que ayudan a una niña humana naufragada llamada Teegan MacGregor , de Escocia , que ven el valor de cooperar, ¡y justo a tiempo, porque ahora deben enfrentar los peligrosos rápidos de Thunder Falls en Waterfall City!
7. Tormenta de fuego por Gene De Weese - Todo el oeste de Dinotopia está alborotado. Algo está matando a Arctium longevus , la hierba especial que otorga a los humanos dinotópicos una larga vida, ¡a veces más de 200 años! Mientras los ciudadanos humanos desesperados prendían fuego para mantener la plaga bajo control, Olivia, de 12 años, y Albert the human, de 15 años, junto con sus dinosaurios Hightop the Plateosaurus y Thunderfoot the Chasmosaurus , se apresuran a encontrar una solución. Los cuatro están entrenando para ser aprendices de los Hábitat Socios del Bosque: Braken the human y Fiddlehead the Chasmosaurus. Pero Olivia está secretamente decidida a reclamar toda la gloria para ella. En su búsqueda apresurada de respuestas, ¿qué preguntas importantes se está olvidando de hacer?
8. The Maze de Peter David : Hace mucho tiempo, un Megaraptor llamado Odon abandonó la sociedad de Dinotopia para vivir en cavernas debajo de la porción noroeste del continente de la isla porque creía que los humanos y los no humanos formando equipo era una mala idea. Para evitar intrusos, creó un laberinto peligroso. A pesar de sus temores, Gwen Corey y Jason, los humanos adolescentes y un ingenioso Velociraptor adulto jovenllamado Booj (que es inusualmente grande para su género, de hasta 10 pies de largo) están decididos a llegar a Odon. El padre de Gwen, Eric (un granjero que originalmente era un delfín de Inglaterra que terminó en Dinotopia en 1850).), sufre una enfermedad mortal, y Odon, una vez uno de los curanderos más sabios de Dinotopia, es su última esperanza de cura. ¿Podrán los tres amigos atravesar el laberinto de Odon? E incluso si lo hacen, ¿cómo van a convencer a este misterioso ermitaño para que los ayude?
9. Rescue Party by Mark A. Garland - A Loro, el humano de 13 años (el delfín que llegó a Dinotopia como un bebé huérfano) le gusta ver las caravanas de Brachiosaurus blindadosalir de su ciudad natal de Bonabba y cruzar el puente hacia las peligrosas selvas de la cuenca lluviosa Algún día, se promete, irá con ellos. Luego, una tormenta mortal golpea gran parte de Dinotopia, y los braquiosaurios van a ayudar a las ciudades que han sido más afectadas. Entonces, cuando un globo de aire caliente del mundo exterior se estrella en la jungla de la Cuenca Lluviosa, Loro y sus amigos (su hermanastra Ria y Trentor el Styracosaurus ) saben que son los únicos que pueden ayudar al desafortunado humano en el globo, que resulta ser ser un ex esclavo deIndia llamada Amal. El sueño de Loro finalmente se hará realidad, pero ¿podrá sobrevivir a los peligros de la Cuenca Lluviosa?
10. Sky Dance de Scott Ciencin: desde que era pequeño, Marc Clayton, el humano de 13 años, ha querido ser un equilibrista, a pesar de que no tiene sentido del equilibrio y miedo a las alturas. Su amigo Gentle, un Parasaurolophus , sueña con ser músico, a pesar de que sus notas están muy desafinadas. Por pura determinación, los dos se unen a una compañía de artistas itinerantes llamada La Cabalgata de las Maravillas de Maxim. Aprenden rápidamente, pero sus nuevas habilidades se ponen a prueba cuando ocurre una tragedia. Una Sky Galley es enviada fuera de control durante una terrible tormenta. Solo un aviador como Marc puede salvar a los pasajeros. ¡Pero actuar no es fácil cuando hay vidas en juego!
11. Chomper de Don Glut - Explorando cerca de la Cuenca Lluviosa, Perry Taylor, el humano de 13 años y suamigo Montanoceratops , Stoutpoint, encuentran algo inusual cerca de su ciudad de Greenglen: ¡un joven Giganotosaurus ! Después de rescatar al joven perdido y herido, Perry nombra al dinosaurio carnívoro Chomper y él y Stoutpoint lo llevan de regreso a Greenglen. Todos aman a Chomper, pero el dinosaurio juguetón crece cada día más. Chomper recibe pescado e invertebrados para comer, pero pronto el apetito del dinosaurio supera las tiendas de la aldea. Cuando Chomper se divierte por las calles del pueblo y accidentalmente golpea a la gente con su cola, algoDebe ser hecho. ¿Es Perry lo suficientemente valiente como para guiar a Chomper de regreso a las peligrosas selvas de su tierra natal?
12. Regreso a la ciudad perdida por Scott Ciencin: los jóvenes Andrew y Lian, los humanos, hacen una visita de regreso a sus viejos amigos en Halcyon, un lugar que sirvió durante años como el hogar secreto de una noble tribu decaballeros troodones llamada los Inigualables. Cuando llegan, descubren que un Troodon sin rival mayor seha embarcado en una locabúsqueda de Don Quijote para demostrar que sigue siendo un gran campeón. Ahora le toca a Andrew, Lian y su incomparableamiga Troodon , Arri, encontrar a este viejo caballero y traerlo de regreso antes de que cause estragos en Dinotopia. Pero pueden descubrir que su búsqueda no es tan loca después de todo, y que las vidas de toda una raza sauria pueden estar en la balanza.
13. ¡Sobrevivir! por Brad Strickland - Después de que un terremoto lo lanzara por un acantilado en Outer Island, el joven Kurt, el humano de 12 años, despierta ileso, pero aterrorizado. Ahora es amnésico y no recuerda nada, ¡ni siquiera su propio nombre! Desesperadamente confundido, Kurt se tambalea lejos del acantilado, sin saberlo, vagando más profundo en la peligrosa selva tropical. Mientras tanto, el padre de Kurt y suamigo Deinonychus Tostri lo están buscando con urgencia. Pero sin su memoria, ¿cómo sabrá Kurt quiénes son?
14. Los exploradores de Scott Ciencin: Hace mucho tiempo, vivían cinco valientes Troodon inigualablesde Halcyon que amaban la aventura. Llamándose a sí mismos el Club de Exploradores, emprendieron muchas misiones peligrosas para ayudar a sus compañeros Dinotopianos. Cuando cinco jóvenes descendientes de estos caballeros escuchan las historias heroicas de sus antepasados, se inspiran para formar un nuevo Club de Exploradores. ¡Pointynog el inteligente, Snicknik el rápido, Hardshell el fuerte, Seeno el sigiloso y Plodnob el jovial dicen que están listos para cualquier desafío! Pero elClub de Exploradores original estaba formado por experimentados caballeros Troodon . ¿Pueden estos jóvenes caballeros en formación estar a la altura de la leyenda de sus antepasados?
15. Observación de delfines por John Vornholt - Milos, el humano y suamiga Cryptoclidus , Lilith, pasan sus días en la playa, pasando el rato con los delfines oceánicos y dando la bienvenida a los naufragios humanos que los delfines salvan. Cada "dolphinback" que Milos ha conocido ha llegado a amar a Dinotopia, excepto uno: Joshua, un joven que no puede aceptar el hecho de que nunca volverá a casa. Solo nadar con los delfines lo hace feliz. Hasta el día en que se ve un barco de rescate justo más allá del arrecife ...
16. Oasis de Cathy Hapka : Jack y Ty, los humanos, son opuestos. Entonces, cuando viajan juntos en una caravana a través del Gran Desierto, es probable que haya desacuerdos. Cuando una tormenta de arena separa a los niños del resto de su grupo, los desacuerdos empeoran. En un intento desesperado de alcanzar a la caravana, se topan con un legendario oasis donde encuentran una colonia perdida de pequeñosdinosaurios Compsognathus . De alguna manera, Jack y Ty deben dejar de lado sus diferencias el tiempo suficiente para hacerse amigo del tímido Compsognathus y ayudarlos a encontrar una salida del misterioso Gran Oasis del Desierto.

También se emitieron dos novelas de fantasía para adultos con la autoridad de Gurney, escritas por Alan Dean Foster: Dinotopia Lost (1996) y Hand of Dinotopia (1999).
Géneros destacados
- Velociraptor
- Saltopus
- Cryptoclidus
- Saurolophus
- Dilophosaurus
- Carcharodon megalodon
- Plateosaurus
- Megaraptor

- Dryptosaurus
- Herrerasaurus
- Albertosaurus
- suchomimus
- aepycamelus
- antigua bisonte
- oso de las cavernas
- Dire wolf
- Mastodonte
- Buey almizcleroDryptosaurus
- rinoceronte lanudo

## Otros Medios

### Miniserie de TV
Artículo principal: Dinotopia (miniserie)
Una miniserie de televisión de cuatro horas de 2002 producida por Hallmark Entertainment también se basó en el trabajo de James Gurney, y se anunció como la primera "mega-serie" (serie de 3 noches). El programa presentaba nuevos personajes como Zippo (cambiado a Zippeau para la serie de televisión para evitar problemas legales con el fabricante de encendedores Zippo), un troodonquien se dice que trabajó con Sylvia; Las piedras solares, una tecnología restringida a la ciudad perdida de Poseídos en los libros, son comunes en la miniserie. El hecho de que tanto las piedras solares como los funcionarios de Dinotopian no se adhirieran a los significados subyacentes de la filosofía de su cultura causó que varias personas descontentas, un líder en entrenamiento, el propio Zippeau y dos Dolphinbacks del siglo XX, Karl y David, se embarcaran en un búsqueda que condujo en última instancia al mundo debajo. La serie se presenta como una especie de secuela de los libros: la hija de Will Denison siguió a su padre al cuerpo de Skybax (una orden reconocida como fundada por Gideon Altaire), la nieta de Oriana es la protagonista, se dice que el personaje Zippo fue la pareja de dinosaurios de Sylvia (aquí la supervisora del vivero y no una jinete de Skybax),antagonista .

### Series de TV
Artículo principal: Dinotopia (serie de televisión)
Una serie de televisión de trece episodios se produjo más tarde en 2002 como resultado del éxito de la miniserie, pero ninguno de los actores de la miniserie repitió sus papeles. En la serie de televisión posterior, un grupo de personas conocidas como Forasteros viven fuera de las leyes de Dinotopia y representan un peligro adicional, además de los antagonistas destacados, que incluyen Pteranodon, Tyrannosaurus y Postosuchus.
ABC originalmente planeó lanzar la serie en septiembre de 2002, pero decidió esperar hasta el Día de Acción de Gracias.  ABC estaba algo decepcionado por los 5.7 millones de espectadores iniciales y las bajas calificaciones, pero continuó transmitiendo la serie por un tiempo más largo, señalando que había sido una "noche de audiencia extraña en general".  La serie finalmente se canceló en diciembre.  Solo seis de los trece episodios se emitieron en ABC, pero los trece se transmitieron al año siguiente en Europa y se lanzaron en un conjunto de DVD de tres discos.
El veterano de ciencia ficción David Winning dirigió dos episodios de la serie, y el rodaje duró tres meses cerca de Budapest, Hungría. Georgina Rylance interpretó a Marion Waldo, y Lisa Zane interpretó a su viejo amigo LeSage, el líder de los Forasteros. Michael Brandon, Jonathan Hyde y Erik von Detten también protagonizan la serie.
Episodios:
- Episodio 1: "Marooned"
- Episodio 2: "Hacer el bien"
- Episodio 3: "Puñado de polvo"
- Episodio 4: "Contacto"
- Episodio 5: "La matriarca"
- Episodio 6: "La gran pelea"
- Episodio 7: "La noche de la Wartosa"
- Episodio 8: "LeSage"
- Episodio 9: "Car Wars"
- Episodio 10: "Perdido y encontrado"
- Episodio 11: "La cura (Parte 1)"
- Episodio 12: "La cura (Parte 2)"
- Episodio 13: "Encrucijada"

#### Lanzamientos de DVD
Artisan Entertainment lanzó la serie completa en DVD en la Región 1 por primera vez el 20 de enero de 2004. Este lanzamiento ha sido descontinuado y está agotado. El 15 de marzo de 2016, Mill Creek Entertainment relanzó la serie completa en DVD en la Región 1.

### Película animada
También hay una película de animación tradicional de 2005 llamada Dinotopia: Quest for the Ruby Sunstone . Esta película se desvió de los libros originales incluso más que la miniserie al presentar a Ogthar, un gobernante mítico de World Beneath (mencionado en la miniserie), como un señor de la guerra humana en lugar de un emperador benévolo, aunque comandante.

### Videojuegos
Se han producido varios videojuegos de Dinotopia:
- Dinotopia (PC: 1995)
- Centro de actividades Dinotopia Game Land (PC/Mac: 2002)
- Dinotopia: The Timestone Pirates (Game Boy Advance: 2002)
- Dinotopia: The Sunstone Odyssey (GameCube/Xbox: 2003)